# Guillermo II de Villehardouin
Guillermo de Villehardouin (en francés: Guillaume de Villehardouin; Kalamata, c. 1211-1 de mayo de 1278) fue el cuarto príncipe de Acaya en la Grecia franca, de 1246 a 1278. Era el hijo menor del príncipe Godofredo I, ocupó la Baronía de Kalamata como feudo durante el reinado de su hermano mayor Godofredo II. Guillermo gobernó Acaya como regente de su hermano durante las campañas militares de este contra los griegos de Nicea, que eran los principales enemigos de su soberano, el emperador latino de Constantinopla Balduino II. Sucedió a su hermano, que no llegó a tener hijos, en el verano de 1246. Los conflictos entre Nicea y Epiro le permitieron completar la conquista de Morea en unos tres años. Capturó Monemvasía y construyó tres nuevas fortalezas, lo que obligó a dos tribus anteriormente autónomas, los tsakones y los melingos, a someterse. Participó en la fallida cruzada a Egipto de Luis IX de Francia, quien lo recompensó con el derecho a emitir moneda al estilo de las monedas reales francesas.
A principios de la década de 1250, Guillermo era el gobernante más poderoso de la Grecia franca. La mayoría de los gobernantes francos vecinos reconocieron su soberanía. En 1255, reclamó la tercera parte de la Triarquía de Negroponte, en la isla de Eubea. Aunque los otros dos gobernantes de Negroponte eran vasallos suyos, rechazaron su pretensión. Obtuvieron el apoyo de Venecia, Guido I de la Roche, señor de Atenas, y otros gobernantes francos. El conflicto se convirtió en una guerra de sucesión que causó mucha destrucción en Eubea y la Grecia continental. Después de la victoria de Guillermo en Ática en mayo de 1258, Guido y sus aliados se rindieron. Este último fue juzgado por su deslealtad, pero se le permitió conservar sus feudos aqueos.
Una crisis de sucesión en Nicea llevó al gobernante epirota Miguel II Comneno Ducas a formar una coalición antinicena con Guillermo y Manfredo de Sicilia. En el verano de 1259, reunieron la mayor parte de sus ejércitos y marcharon hasta Pelagonia para luchar contra los nicenos. Las tropas francas y epirotas no pudieron cooperar de manera efectiva y los arqueros del campo enemigo las hostigaron continuamente. Después de que los epirotas abandonaran a sus aliados inesperadamente, los nicenos infligieron una derrota decisiva a los francos. Guillermo huyó del campo de batalla, pero fue capturado y enviado a Nicea. Todavía estaba en prisión cuando las tropas nicenas tomaron Constantinopla y destruyeron el Imperio latino en julio de 1261. El triunfante emperador Miguel VIII Paleólogo, que restauró el Imperio bizantino, lo liberó a cambio de tres fortalezas del sur de Morea a fines de 1261. La posesión de las tres fortalezas facilitó una mayor expansión bizantina y Guillermo se vio obligado a buscar apoyo externo. Con la aprobación de Balduino II, juró lealtad al rey angevino de Sicilia, Carlos de Anjou. Guillermo reconoció a Carlos y sus descendientes como sus herederos en el Tratado de Viterbo el 24 de mayo de 1267. El rey le envió tropas a Acaya y, con su ayuda, pudo resistir las invasiones bizantinas durante los últimos años de su reinado.

## Antecedentes

La Grecia franca alrededor de 1210. El Principado de Acaya incluye casi todo el sur de Morea.

Gobernando desde 1246 hasta 1278, Guillermo fue el cuarto príncipe de Acaya. Un estado en la Grecia franca, Acaya se estableció en los territorios bizantinos en Morea, en el sur de Grecia, después de la cuarta cruzada. El padre de Guillermo, Godofredo I de Villehardouin, comenzó la conquista de Morea con el apoyo de un aristócrata griego local a fines de 1204. Como su aliado murió pronto, Godofredo se acercó a Bonifacio de Montferrato, el gobernante del recién establecido Reino franco de Tesalónica, para obtener ayuda militar. Bonifacio nombró a Guillermo de Champlitte para acompañarlo de regreso a Morea y reunieron a quinientos caballeros y sargentos para la campaña. Capturaron Patras y otras fortalezas bizantinas y obligaron a los aristócratas griegos de Mesenia y Arcadia a someterse. Guillermo de Champlitte recibió el título de príncipe de Acaya del papa Inocencio III en noviembre de 1205. Los francos no pudieron capturar Monemvasía en el sureste de Morea, y los corsarios griegos se apoderaron de la fortaleza. Los conquistadores francos tampoco pudieron vencer a los nativos en la región montañosa del sureste.
En el principado recién establecido, Godofredo ocupó la Baronía de Kalamata en Mesenia como feudo. Cuando Guillermo de Champlitte murió en 1208, Godofredo asumió el poder probablemente con el consentimiento de sus pares. Juró lealtad al emperador latino de Constantinopla, Enrique, en el Parlamento de Ravennika en 1209. Enrique lo confirmó como el nuevo príncipe de Acaya y lo convirtió en vasallo imperial inmediato. Los jefes de la cuarta cruzada habían prometido gran parte de Morea a Venecia en su tratado de 1204 sobre la distribución del Imperio bizantino. En un nuevo tratado, Godofredo reconoció que tenía partes de su principado como feudo de Venecia, pero esta no dio más pasos para afirmar su soberanía teórica.
Como los francos no pudieron conquistar todos los territorios bizantinos, dos estados sucesores, Epiro y Nicea, surgieron en las fronteras occidental y oriental del caído imperio, respectivamente. Los griegos de Epiro iniciaron la reconquista de los antiguos territorios bizantinos en Tesalia en la década de 1210. Aniquilaron el Reino de Tesalónica y capturaron su ciudad capital en diciembre de 1224. Su expansión hacia Constantinopla terminó abruptamente cuando sufrieron una derrota masiva a manos de los búlgaros en la batalla de Klokotnitsa en 1230. Los griegos de Nicea lanzaron invasiones contra el Imperio latino desde el este. En 1235, reconquistaron Anatolia y se apoderaron de una cabeza de puente europea en Galípoli. En teoría, los príncipes de Acaya todavía debían lealtad a los emperadores latinos, pero en la práctica, el emperador Balduino II no habría podido defender Constantinopla sin el apoyo militar y financiero de los aqueos. A cambio, reconoció al hijo mayor y sucesor de Godofredo, Godofredo II, como el señor supremo de los triarcas de la isla de Negroponte y posiblemente de otras islas del Egeo.

## Primeros años
Guillermo fue el segundo hijo de Godofredo I de Villehardouin y su esposa Isabel. Isabel permaneció en Francia cuando su marido partió para la cuarta cruzada. Ella y su hijo mayor, Godofredo II, solo se mudaron a Acaya cuando la posición de su esposo se estabilizó después del Parlamento de Ravennika. Guillermo nació en el castillo de Kalamata alrededor de 1211. Al crecer en Morea, podía hablar griego como un nativo y se sentía como en casa tanto con francos como con griegos. Como hijo menor, recibió la Baronía de Kalamata como feudo, mientras que su hermano sucedió a su padre como príncipe alrededor de 1229. Guillermo se casó con una hija anónima de Narjot de Toucy, un funcionario de alto rango del Imperio latino. Administró Acaya como regente durante las campañas militares de su hermano para la defensa de Constantinopla.

## Reinado

### Expansión y cruzada

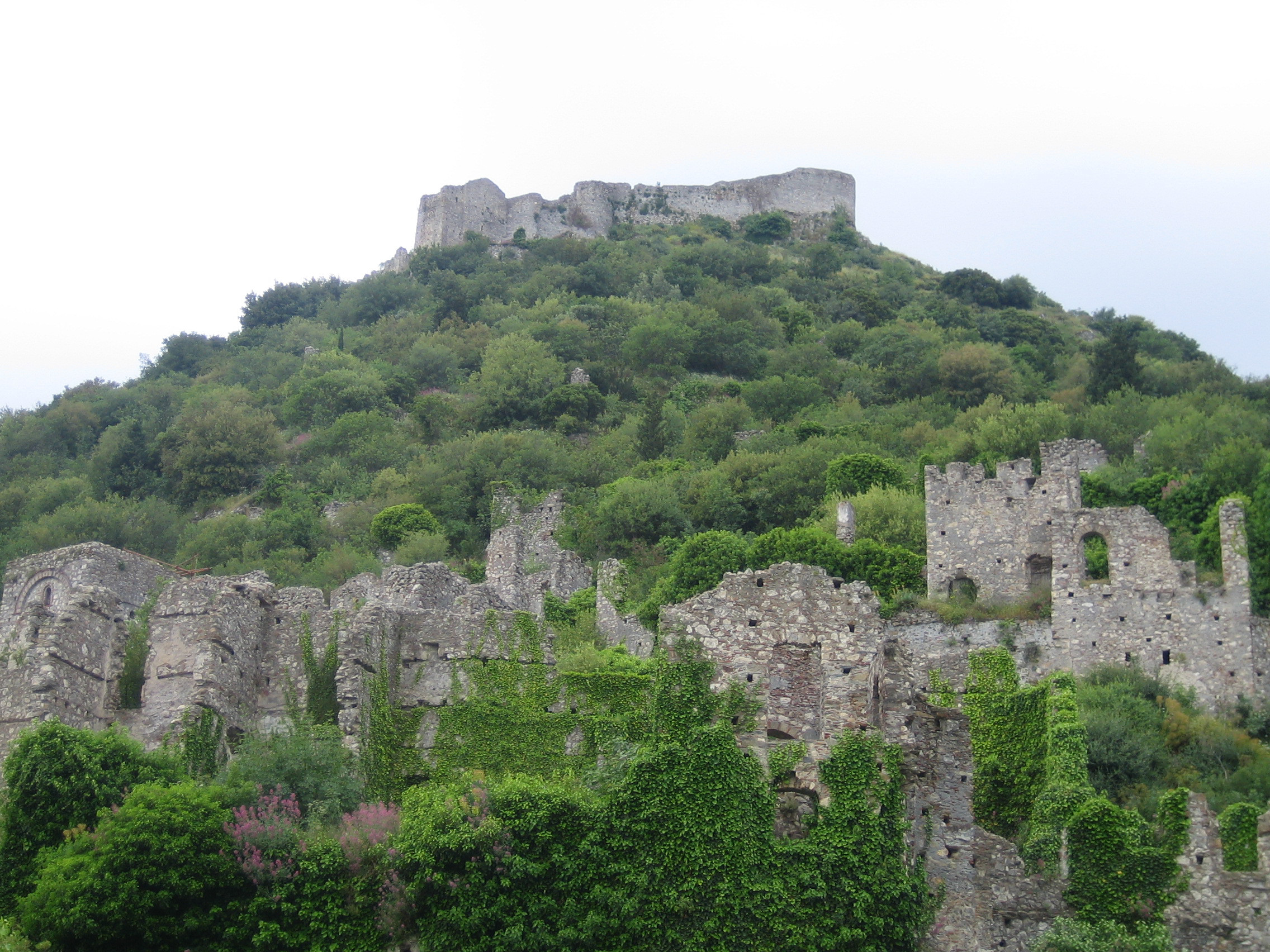
Ruinas de la fortaleza de Mistrá. Guillermo lo construyó para completar la conquista del sureste de Morea en 1249, pero tuvo que cederlo a los bizantinos en 1261.

Guillermo llegó al poder en Acaya cuando Godofredo II, que no tenía hijos, murió en el verano de 1246. En el momento de su ascenso al trono, la relación entre Epiro y Nicea se había vuelto tensa. En diciembre de 1246, las tropas nicenas atacaron y capturaron Tesalónica. Guillermo aprovechó el conflicto de las dos potencias griegas para completar la conquista del sureste de Morea. Puso sitio a Monemvasía con el apoyo de una flota veneciana y otros gobernantes francos, entre ellos Guido I de la Roche, señor de Atenas, quien debía lealtad a príncipes aqueos por sus feudos de Argos y Nauplia, y Angelo Sanudo, duque de Naxos. Los defensores sufrieron a causa del hambre, pero capitularon solo en 1248, después de que Guillermo prometiera respetar su propiedad y libertad. Recompensó a los líderes de la ciudad con propiedades y los eximió de las obligaciones feudales. La conquista de Monemvasía obligó a los tsakones del cercano monte Parnón a someterse. Para asegurar sus ganancias, el príncipe ordenó la construcción de nuevas fortalezas. Primero, a finales de 1248 y principios de 1249, dirigió personalmente la construcción de Mistrá cerca del monte Taigeto; luego el castillo de la Gran Maina fue construida en el golfo de Laconia. Un tercer castillo, Beaufort, se construyó en el golfo de Mesenia. Estos castillos aseguraron el control franco del monte Taigeto, lo que obligó a la tribu eslava local de los melingos a reconocer a Guillermo como su gobernante a cambio de la confirmación de su libertad.
El duque Hugo IV de Borgoña pasó el invierno de 1248-1249 en Acaya; Se dirigía a Chipre, donde se reunían los participantes de la cruzada de Luis IX de Francia contra Egipto. Guillermo decidió unírsele y reunió a cuatrocientos caballeros y armó una flota de veinticuatro barcos antes de partir hacia Chipre en mayo de 1249. En el camino, envió cien caballeros a Rodas, una isla que los genoveses habían conquistado recientemente a los de Nicea para reforzar su defensa. Desde Chipre, Guillermo acompañó a Luis a Egipto y permaneció con este hasta el final de la abortada campaña militar. Como recompensa, el rey le concedió el derecho a acuñar monedas al estilo del denier tornés francés. Guillermo regresó a Acaya en mayo de 1250. Durante los siguientes cinco años pacíficos, el principado era el poder dominante de la Grecia franca, ya que la mayoría de los gobernantes menores lo reconocieron como su señor supremo.

### Guerra de sucesión eubeota
Carintana dalle Carceri fue una gobernante de Negroponte, ya que compartía Óreo y la triarquía septentrional de la isla, con Grapella de Verona. Cuando murió en 1255, Guillermo quiso apoderarse de su señorío, pero Grapella reclamó su herencia. Como los triarcas debían lealtad tanto a Acaya como a Venecia, Grapella podría citar un fallo de 1216 del bailío veneciano de Negroponte, que establecía que el cogobernante de una triarquía tenía derecho a reunirla si su pareja fallecía sin descendencia. Los señores de las otras dos triarquías de la isla, Guglielmo I da Verona y Narzotto dalle Carceri, apoyaron su reclamación. El cronista veneciano Marino Sanuto escribe que el conflicto se convirtió en una guerra después de que el príncipe encarcelara a Guglielmo y Narzotto, porque sus esposas convencieron al bailío veneciano Paolo Gradenigo para que interviniera y Guillermo se apoderó de la capital de la isla, Calcis. Si los dos triarcas fueron realmente encarcelados, estuvieron mantenidos en cautiverio solo durante algunos meses. Guillermo nombró a su sobrino Godofredo de Briel para dirigir un ejército a Negroponte. Las tropas aqueas arrasaron la isla y expulsaron a los venecianos.
El dux de Venecia, Reniero Zeno, nombró a Marco Gradenigo como nuevo bailío. Gradenigo obtuvo el apoyo del vasallo del príncipe, Guillermo de la Roche y su hermano, Guido I de Atenas. Guglielmo de Verona y Narzotto dalle Carceri se encontraron con Gradenigo en la sede de Guido en Tebas el 14 de junio de 1256. En la reunión, los dos triarcas rechazaron la soberanía aquea y juraron lealtad a Venecia por sus señoríos. Otros dos señores francos, Tomás II d'Autremencourt, señor de Salona y Ubertino Pallavicini, marqués de Bodonitsa, se unieron a la coalición antiaquea, mientras que Guillermo se aseguró el apoyo de Otón de Cicon, señor de Caristo en Negroponte y los genoveses. Gradenigo atacó Calcis, y los soldados de infantería venecianos derrotaron a la caballería aquea cerca de la ciudad.
La guerra se extendió rápidamente a la Grecia continental. Cuando Guillermo hizo los preparativos para una invasión del Ática, Godofredo de Briel, yerno de Guido de Atenas, lo abandonó. En poco tiempo, Calcis se rindió a los venecianos. El príncipe reunió a su ejército e invadió Atenas a través del istmo de Corinto en la primavera de 1258. El señor de Atenas y sus aliados intentaron detener la invasión en el monte Caridi, pero Guillermo les infligió una derrota decisiva en mayo de 1258. [Guido y sus aliados huyeron a Tebas, y Guillermo saqueó el Ática y Beocia. El príncipe atacó Tebas, pero el arzobispo de la ciudad lo convenció de que abandonara el sitio. Guido prometió que nunca pelearía contra Guillermo y accedió a aceptar la decisión de la Alta Corte de Acaya por su deslealtad. Después de escuchar a Guido en Nikli, los aristócratas aqueos sentados en la Alta Corte decidieron que no podían juzgar el caso porque Guido le debía lealtad a Guillermo solo por sus dominios en Morea, no por el Señorío de Atenas. En lugar de confiscar su feudos del principado, la Alta Corte remitió su caso para que fuera juzgado por el rey Luis IX. Como Guido aceptó este fallo, se restableció la paz entre los dos gobernantes francos. Luis IX recibió a Guido en París en junio de 1259. El rey y los barones franceses decidieron que Guido había hecho una penitencia adecuada por romper su juramento de lealtad al emprender el arduo viaje a Francia.

### Derrota y cautiverio

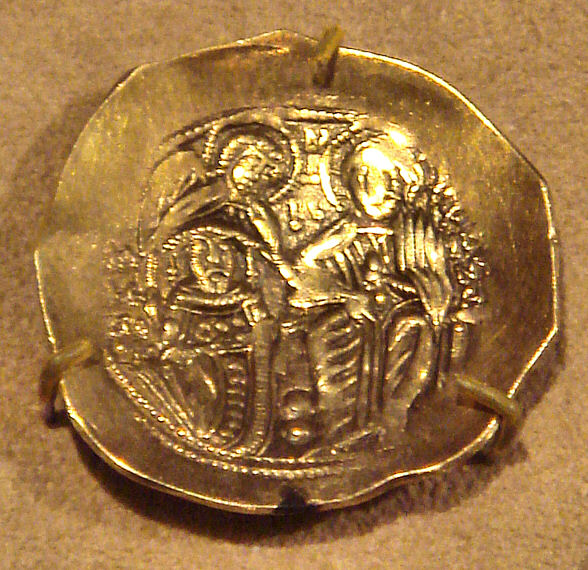
Hiperpirón de oro de Miguel VIII Paleólogo.

El dux Reniero Zeno ordenó al nuevo bailío de Negroponte, Andrea Barozzi, que realizara negociaciones de paz con Guillermo a principios de 1259, pero se vio envuelto en un nuevo conflicto entre Epiro y Nicea antes de que comenzaran las negociaciones. El emperador de Nicea, Teodoro II Láscaris, fue sucedido por un hijo menor de edad, Juan IV Láscaris, en agosto de 1258. Un ambicioso aristócrata niceno derrocó a los guardianes del emperador niño y se coronó a sí mismo coemperador como Miguel VIII Paleólogo. El gobernante de Epiro, Miguel II Comneno Ducas, quería aprovechar las luchas de poder de Nicea fomentando una amplia coalición antinicena. Ofreció las manos de sus hijas Helena y Ana al gobernante Hohenstaufen de Sicilia, Manfredo y Guillermo respectivamente. Prometió una generosa dote a Guillermo: ochenta mil hiperpirones, el castillo de Liconia y tierras cercanas en el sur de Tesalia. Dado que su posesión podría fortalecer su control sobre Óreo, Guillermo aceptó rápidamente la oferta. Se casó con Ana en Patras a fines del verano de 1258. Antes de fin de año, el príncipe y su suegro se encontraron en Patras y concluyeron una alianza formal. Según la Crónica de Morea, Miguel reconoció el reclamo de Guillermo de revivir el Reino de Tesalónica.
Miguel VIII envió a su hermano, Juan Paleólogo, con tropas frescas a Tesalónica. Envió emisarios a Epiro, Sicilia y Acaya para iniciar negociaciones de paz, pero Miguel II, Manfredo y Guillermo se negaron. Forzado por tropas mercenarias recién contratadas, Juan Paleólogo lanzó una invasión a gran escala en Epiro. Incapaz de resistir solo, Miguel II pidió la ayuda de sus aliados en la primavera de 1259. Guillermo reunió al grueso del ejército aqueo. La versión aragonesa de la Crónica de Morea, en este sentido fuente de dudosa fiabilidad, estima que «ocho mil hombres de armas y doce mil hombres a pie» se reunieron para la campaña. Guillermo dirigió el ejército aqueo a través del golfo de Corinto y se unió a su suegro en Arta. Marcharon hacia el sur de Tesalia, donde se les unieron refuerzos de Atenas, Salona, Negroponte, Naxos y otras islas del Egeo. Después de que los comandantes francos y epirotas decidieran librar una batalla campal en lugar de atacar ciudades fortificadas, los aliados marcharon hacia Macedonia hasta la llanura de Pelagonia para enfrentarse a las fuerzas enemigas en junio de 1259. Aunque el número combinado de soldados epirotas y francos superó en número a las tropas de Nicea, su mando permaneció dividido.
Juan Paleólogo evitó la batalla, pero sus arqueros cumanos y turcos hostigaron continuamente al campo enemigo. Como sus constantes ataques agotaron a los francos y epirotas, Miguel II entró en negociaciones con los enviados de Juan Paleólogo, quienes lo instaron a abandonar a sus aliados francos. El historiador bizantino, Jorge Paquimeres, afirma que la coalición epirota-franca se dividió después de que los caballeros aqueos le faltaron al respeto a la bella esposa valaca del hijo bastardo de Miguel II, Juan Ducas, porque Guillermo se negó a disciplinarlos. Indignado por los comentarios groseros del príncipe sobre su nacimiento ilegítimo, Juan Ducas desertó a Nicea y convenció a su padre de que abandonara la campaña. El ataque inesperado de Juan por la retaguardia provocó el pánico y la retirada de los francos se convirtió rápidamente en una huida. El historiador Kenneth Setton considera dudoso todo este episodio, no relatado por el contemporáneo Jorge Acropolita. Acropolita atribuye la derrota de los aliados a la incapacidad de Miguel II para resistir el ataque de los arqueros. Después de su huida del campo de batalla, los epirotas siguieron su ejemplo o desertaron hacia Nicea. Como la victoria parecía inevitable, Guillermo huyó hacia Kastoriá. Acropolita escribe que Guillermo se escondió debajo de un pajar, pero un soldado lo reconoció por sus grandes dientes protuberantes. Fue encadenado y enviado a Nicea junto con Anselmo de Toucy, Godofredo de Briel y otros aristócratas aqueos. Miguel VIII exigió todo el principado por la liberación de Guillermo. El príncipe se negó, afirmando que Acaya era «una tierra adquirida por la fuerza de las armas, sostenida por derecho de conquista» por los descendientes de los conquistadores, y que no podía entregar el territorio de sus vasallos. Durante su prolongado pero cómodo cautiverio, Guido I de Atenas asumió la regencia en Acaya.
Los nicenos no lograron conquistar Tesalia y Epiro después de su victoria en Pelagonia, pero aseguraron su control de Tesalónica. Como el Imperio latino estaba en ruinas y agotado, Miguel VIII decidió reconquistar Constantinopla a los latinos. Concluyó una alianza con Génova para asegurar el apoyo naval para el asedio, pero su general, Alejo Estrategópulo, se apoderó de Constantinopla sin la ayuda de los genoveses, aprovechando la ausencia de la guarnición latina el 25 de julio de 1261. Miguel VIII fue nuevamente coronado emperador en Santa Sofía y rápidamente depuso a su coemperador menor de edad, Juan IV. Después de la caída del Imperio latino, comenzaron nuevas negociaciones entre Miguel VIII y Guillermo sobre las condiciones de la liberación de este último. Llegaron a un compromiso cuando el príncipe accedió a ceder Mistrá, Gran Maina y Monemvasía. Como habían sido construidos o conquistados por Guillermo, su transferencia no violó la ley consuetudinaria aquea, pero no podía ceder castillos fronterizos «sin el consejo y consentimiento de sus vasallos». Para legalizar la transferencia de los tres castillos, la esposa de William convocó a las esposas de los señores aqueos encarcelados a un parlamento. Aunque Guido I se opuso a la propuesta, el "parlamento de damas" consintió porque las damas aqueas querían recuperar a sus maridos. Antes de liberar a Guillermo, Miguel VIII le extrajo un juramento de lealtad y tomó como rehenes a dos damas aqueas, Margarita de Passavant y una hermana no identificada de Juan Chauderon, para asegurar el cumplimiento de su acuerdo por parte de Guillermo. Guillermo regresó a Acaya a fines de 1261. Después de que los bizantinos tomaron posesión de los tres castillos, los tsakones y los melingos transfirieron su lealtad a Miguel VIII.

### Conflictos con los bizantinos
Ni Guillermo ni Miguel VIII creían que el tratado de paz sería duradero: los bizantinos podrían usar sus cabezas de puente en Morea para una mayor expansión, mientras que Guillermo difícilmente podría aceptar las pérdidas territoriales. Como consecuencia de la expansión bizantina en Morea, Guillermo rara vez podía ofrecer feudos a los caballeros de Europa occidental, lo que disminuía el poder militar de su principado. Sin embargo, los bizantinos se abstuvieron de lanzar grandes invasiones contra Acaya porque la caballería franca todavía podía infligirles graves derrotas. En cambio, atacaron fortalezas mal guarnecidas y las tomaron con el apoyo de los griegos y eslavos locales. El papa Urbano IV liberó a Guillermo del juramento que había hecho en Constantinopla bajo coacción, y Guillermo inició negociaciones de paz con los venecianos. En mayo de 1262, Guillermo abandonó su pretensión de gobernar partes de Negroponte directamente a cambio del reconocimiento de su soberanía sobre la isla. Los venecianos debían destruir su fuerte junto al mar en Calcis, pero su barrio en la ciudad se expandió.
La posesión del puerto de Monemvasía permitió a los bizantinos trasladar tropas a Morea. A fines de 1262, se apoderaron del cabo Malea y tomaron el control de la cercana península de Mani. El papa Urbano IV instó a los obispos católicos y abades de la Grecia franca a apoyar a los aqueos contra los «cismáticos» bizantinos el 27 de abril de 1263, pero pronto se dio cuenta de que podía lograr su objetivo principal, la unidad de la cristiandad, sólo mediante la negociación con Miguel VIII. Miguel VIII envió un nuevo ejército a Monemvasía en el verano de 1263. Los bizantinos invadieron Arcadia y se apoderaron de pequeñas fortalezas, pero los francos los derrotaron cerca de la capital de Guillermo en Andravida. Otro ejército bizantino marchó hacia Kalávrita y la tomó con el apoyo de la población local. Al año siguiente, el comandante bizantino Juan Cantacuceno lanzó una nueva invasión de Arcadia, pero murió en una escaramuza cerca de Andravida. Como no había podido pagar a sus mercenarios turcos, entraron al servicio de Guillermo. Con su apoyo, Guillermo derrotó a los griegos en Nikli y puso sitio a Mistrá, pero no pudo capturarla.
En respuesta a la ofensiva bizantina en Morea, Urbano IV proclamó una cruzada contra Miguel VIII, pero también nombró nuevos delegados para iniciar negociaciones con él sobre la unión de la iglesia. Manfredo de Sicilia estaba dispuesto a apoyar a los francos contra los bizantinos por la fuerza, pero el papa Urbano IV, que consideraba a Manfredo como el principal enemigo del papado, rechazó la oferta. En lugar de promover una coalición antibizantina, los delegados papales mediaron en una reconciliación entre Miguel VIII y Guillermo antes de que el papa muriera en octubre de 1264.

### Vasallo de los angevinos

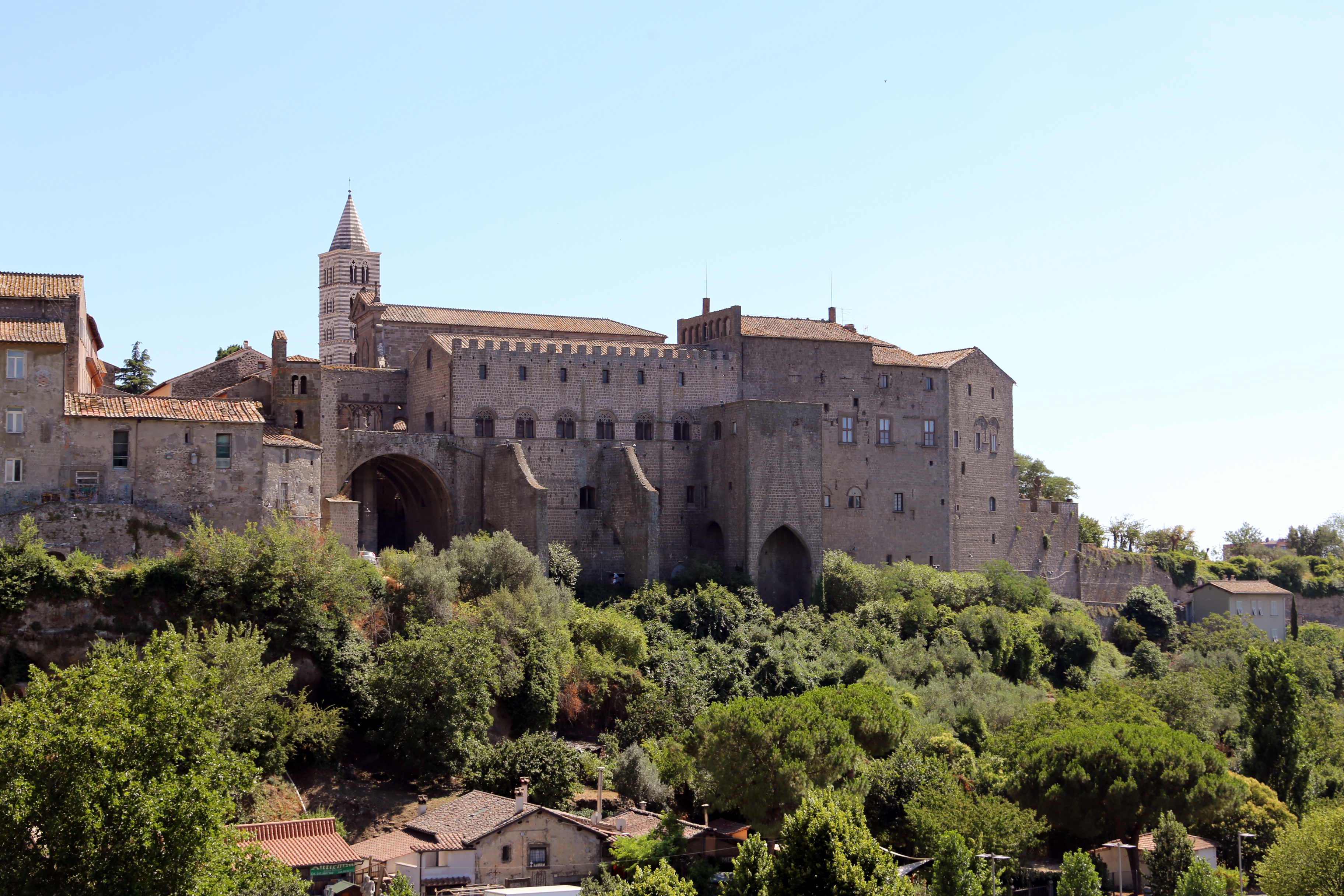
El palacio de los papas en Viterbo. El Tratado de Viterbo de 1267 estableció la soberanía de Carlos de Anjou sobre Acaya y su pretensión de suceder a Guillermo en el principado.

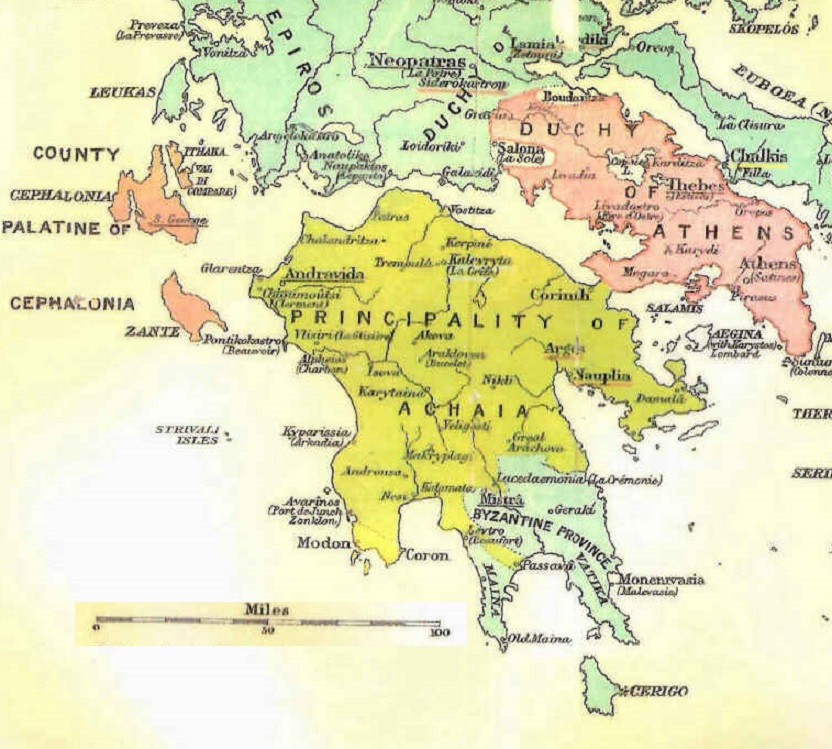
El Principado de Acaya a la muerte de Guillermo de Villehardouin.

El sucesor de Urbano, el papa Clemente IV, concedió el Reino de Sicilia al ambicioso hermano menor del rey Luis IX, Carlos de Anjou en 1265. Carlos invadió el sur de Italia y Manfredo murió luchando contra los invasores en la batalla de Benevento el 26 de febrero de 1266. Carlos tomó el control total del reino de Manfredo y revivió sus planes para una coalición antibizantina. Como las negociaciones sobre la unión de la iglesia no habían dado resultados, el papa Clemente abrazó la idea de Carlos. Convocó a Carlos, al emperador latino titular Balduino II y a Guillermo a Viterbo en Italia para discutir las condiciones de una invasión del Imperio bizantino por parte de Carlos. Carlos y Guillermo llegaron a un acuerdo después de largas discusiones. Guillermo juró lealtad a Carlos y prometió no «hacer enfeudamiento que permanecerá en vigor» después de su muerte «más allá de catorce mil hiperpirones de tierra». Consintió en el matrimonio de su hija, Isabel, con el hijo menor de Carlos, Felipe. Aunque su esposa estaba embarazada, Guillermo reconoció a Carlos y a los descendientes de Carlos como sus herederos, incluso si Isabel y Felipe no tenían hijos y Ana dio a luz a un hijo, y solo estipuló el derecho de su hijo a poseer una quinta parte de Acaya en feudo de los angevinos. Como enfatiza el historiador Peter Lock, las concesiones de Guillermo muestran «los estrechos a los que la ofensiva griega había reducido el principado». A cambio, Carlos prometió apoyo militar para recuperar el territorio perdido ante los bizantinos, pero los detalles de su asistencia permanecieron sin aclarar. Balduino II confirmó el tratado y ceremoniosamente ratificado en presencia del papa, catorce cardenales y otros dignatarios eclesiásticos y seculares en la cámara papal en Viterbo el 24 de mayo de 1267. En un tratado separado, Balduino II cedió todos sus derechos soberanos sobre Acaya a Carlos y sus sucesores a cambio por la promesa de Carlos de ayudarlo a recuperar Constantinopla dentro de seis o siete años.
Como leal vasallo de Carlos, Guillermo lideró a cuatrocientos caballeros para luchar contra el oponente de Carlos, el joven príncipe Hohenstaufen Conradino en la batalla de Tagliacozzo el 23 de agosto de 1268. A su regreso a Acaya en enero de 1269, Guillermo capturó Valona para establecer una cabeza de puente segura para las tropas de Carlos en la orilla oriental del mar Adriático. Los barones aqueos reconocieron formalmente el Tratado de Viterbo en presencia de los enviados de Carlos en 1270. El año siguiente, Carlos nombró al mariscal de Sicilia, Dreux de Beaumont, para que lo representara como capitán general en Acaya.
Al mismo tiempo, el aventurero Licario se había apoderado de una sólida fortaleza cerca de Caristo en Eubea. Hizo una alianza con los bizantinos y, con su apoyo, emprendió la conquista de toda la isla. Guillermo y Dreux lanzaron una campaña militar conjunta contra Licario y recuperaron la fortaleza La Cuppa en Avlonari. Los bizantinos lanzaron dos grandes invasiones contra Acaya entre 1270 y 1275, pero Guillermo pudo repelerlas con el apoyo de las tropas angevinas. Gualterio de Rosières, que ocupaba la Baronía de Akova en Acaya, murió sin hijos y su heredera, Margarita de Passavant, todavía estaba retenida como rehén de Guillermo en Constantinopla. Guillermo reclamó la baronía retenida a la corona porque no la reclamó personalmente dentro del plazo acostumbrado de un año y un día. Después de su regreso de Constantinopla, Margarita revivió su reclamo de Akova y tomó al influyente aristócrata Juan de Saint Omer como su esposo para asegurar su apoyo. Saint Omer convenció a Guillermo de compensar a Margarita y le devolvió un tercio de la baronía en 1276.
Como el yerno de Guillermo, Felipe, murió sin hijos a principios de 1277, era evidente que Carlos o la descendencia de Carlos heredarían Acaya de Guillermo a su muerte. Murió el 1 de mayo de 1278. Con su muerte, la línea masculina de la familia Villehardouin se extinguió. Carlos lo sucedió sin oposición, pero supuestamente nunca visitó Acaya. Galeran de Ivry representó a Carlos en el principado como bailío y vicario general.

## Legado

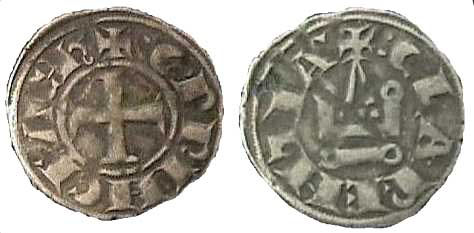
Moneda de Guillermo acuñada en Glarentza (inscripción +:G:PRINCEACh, +:CLARENTIA)

El historiador Kenneth M. Setton describe a Guillermo como «el más señorial de los príncipes de Acaya», enfatizando que la fuerza y el prestigio de Acaya alcanzaron su cenit durante el gobierno de Guillermo alrededor de 1250. El autor Nicolas Cheetham escribe que Guillermo era ambicioso «y testarudo por naturaleza», pero sus «proyectos políticos, concebidos a gran escala, podían fracasar porque sobreestimó su fuerza y asumió demasiados riesgos». Guillermo es el protagonista clave de la Crónica de Morea. Marino Sanuto el Viejo enfatiza la prosperidad del principado de Guillermo, mencionando que los comerciantes podían viajar en Acaya con seguridad, sin usar efectivo. Dice que la corte de Guillermo «parecía más grande que la corte de un gran rey». Guillermo se destacó como un trovero (compositor). Dos de sus composiciones se han conservado en el Manuscrit du Roi, una colección ricamente iluminada de baladas y poemas del siglo XIII
Acaya nunca pudo recuperar su poder después de la victoria de Nicea en Pelagonia. Aunque los gobernadores bizantinos de Morea conquistaron las baronías de Passavant y Kalávrita durante los últimos años de su reinado, Guillermo conservó la mayoría de las tierras que había heredado de su hermano. Después del Tratado de Viterbo, Acaya «pasó durante la duración de su accidentada historia a la órbita de la política, la guerra y las intrigas napolitanas». Al abrir la estampa principesca en Glarentza, Guillermo puso fin a la dependencia de su principado de las monedas bizantinas. Las monedas aqueas se acuñaron siguiendo los patrones de las monedas de Guillermo durante el reinado de su sucesor.

## Matrimonio y descendencia
La primera esposa de Guillermo, la hija anónima de Narjot de Toucy, era prima segunda del rey Luis IX a través de su abuela, Inés de Francia. Cheetham escribe que ella murió antes de que Guillermo heredara Acaya de su hermano. El historiador Karl Hopf conjeturó que Carintana dalle Carceri fue la segunda esposa de Guillermo. Como escribe Setton, ella «cobra vida en las páginas de la historia franca solo el día de su muerte, porque su muerte provocó la guerra de sucesión de eubeota». Setton, entre otros académicos, respalda la refutación de la conjetura de Hopf por parte de Raymond-Joseph Loenertz. Escribe que Hopf malinterpretó el informe de Marino Sanuto sobre su muerte y sus consecuencias. Sin embargo, otros autores, incluidos Cheetham y Peter Lock, la mencionan como la esposa de Guillermo.
La próxima esposa de Guillermo, Ana Comneno Ducas, tomó el nombre de Inés en su matrimonio. Su hija mayor, Isabel, no pudo regresar a Acaya desde Nápoles después de la muerte de su primer marido, Felipe de Anjou. En 1289, el hijo y sucesor de Carlos I, Carlos II, restauró su derecho a gobernar Acaya y la casó con su primo lejano Florencio de Henao. Después de la muerte de Florencio en 1297, gobernó Acaya sola hasta su tercer matrimonio con Felipe de Saboya en 1301. A los barones aqueos no les gustaba Felipe, y Carlos II los liberó de su lealtad a la pareja en 1306. Isabel murió en el exilio en 1311. La hija menor de Guillermo con Ana, Margarita, recibió las dos terceras partes de la Baronía de Akova de su padre en 1276. Primero se casó con Isnard de Sabran. Su segundo matrimonio fue con Ricardo I Orsini, conde palatino de Cefalonia y Zacinto, en 1299. En 1311, afirmó que Guillermo le había legado Acaya en un testamento secreto en su lecho de muerte. Su reivindicación dio lugar a una guerra civil entre los partidarios de su sobrina Matilde de Henao y su yerno Fernando de Mallorca tras su muerte en 1315.